# 丹城镇
丹城镇，是中华人民共和国安徽省亳州市涡阳县下辖的一个乡镇级行政单位。区域面积104.63平方千米。

## 行政区划
丹城镇下辖以下地区：
丹城社区、常庄村、白果村、相老家村、相楼村、徐楼村、红旗村、谢庙村、齐西村、董阁村、齐东村、重兴村、重南村、岭孜村、陈老家村和王阁村。